# Hoandeddhoo
Hoandeddhoo is een van de bewoonde eilanden van het Gaafu Dhaalu-atol behorende tot de Maldiven.

## Demografie
Hoandeddhoo telt (stand september 2006) 499 vrouwen en 517 mannen.